# Amblicerinos
Amblicerinos (Amblycerini) é uma tribo de coleópteros da subfamília Bruchinae.

## Sistemática
- Ordem Coleoptera
  - Subordem Polyphaga
    - Infraordem Cucujiformia
      - Superfamília Chrysomeloidea
        - Família Chrysomelidae
          - Subfamília Bruchinae
            - Tribo Amblycerini
              - Subtribo Amblycerina
              - Subtribo Spermophagina